# Звукова система
Звукова система — висотна організація музичних звуків. Звукова система є матеріальним втіленням смислових відносин звуковисотної структури — ладу і строю, яка передбачає наявність ряду музичних звуків та їх визначених, зафіксованих співвідношень.
Звукова система відзеркалює рівень розвитку, логічні зв'язки та упорядкованість музичного мислення. Термін Звукова система вживається в різних значеннях, а саме: 
1. Звукова сукупність у визначених межах — пентатоніка, додекафонія, діатоніка, пуантилізм тощо;
2. Впорядковане розташування звукових елементів — звукоряди, інтервали, акорди тощо;
3. Якісні зв'язки, функції звуків — значення тонів у ладах;
4. Співвідношення звуків, стрій.